# Yeğen Mehmet Paixà
Gümbükçu Yeğen Mehmed Paşa (†1745) fou gran visir otomà de 1737 a 1739. El seu nom vol dir 'nebot', i li fou donat perquè era fill de la germana d'un alt dignatari (el defterdar Kel Yusuf Efendi).
Va néixer a Antalya. Va fer carrera a l'administració exercint nombrosos càrrecs i va arribar al rang de visir el 1737 i el 16 o 19 de desembre va ser designat caimacan i dies després va substituir Muhsinzade Abdullah Pasha com a gran visir. Va iniciar els preparatius de la guerra contra Rússia i va demanar a França fer de mediadora. Com a serdar (comandant en cap) va deixar Istanbul el 5 d'abril de 1738 cap a Ada Kale, a través d'Edirne i Nish. Després de durs combats en aquesta regió va conquerir Mehadiye, Ada Kale i Semendire (13 d'agost de 1738) retornant a Istanbul al final de la campanya, començant a preparar la recuperació de Belgrad, aconsellat pel kan de Crimea. però el sultà Mahmut I va destituir al gran visir per consell de l'influent favorit Beshir Agha, el 23 de març de 1739 abans de l'inici de les operacions, i fou enviat en exili a Quios (Sakiz) durant uns 16 mesos.
Llavors fou nomenat governador militar de Càndia i després de Negrepont i de Bòsnia. El 1744 va rebre el nomenament de sandjakbegi d'Aydın i el mateix any (al final) nomenat beglerbegi d'Anadolu i comandant en cap, i com a tal va anar a Kars i al front persa amb un exèrcit important; mercès a l'activitat del kan de Crimea, Selim II Giray (1743-1748) i els seus tàtars, els otomans van atacar les fortificacions perses a la zona d'Erevan el 10 d'agost de 1745; al cap d'una setmana de combats Yeğen Mehmed Pasha es va posar malalt i va quedar incapacitat i sense comandament els combats van cessar; dos o tres dies després (19 d'agost de 1745) va morir. Fou enterrat a Kars.